# Kirby: L'oscuro disegno
Kirby: L'oscuro disegno (Kirby: Power Paintbrush), conosciuto in Nord America con il titolo Kirby: Canvas Curse e in Giappone come Touch! Kirby (タッチ!カービィ?, Tacchi! Kābī), è un videogioco platform del 2005, sviluppato da HAL Laboratory e pubblicato da Nintendo per la console Nintendo DS.
Il videogioco è uscito in Giappone il 24 marzo 2005, in Nord America il 13 giugno 2005, in Europa il 25 novembre 2005 e in Australia il 6 aprile 2006.
Kirby: L'oscuro disegno è un videogioco platform diverso dai precedenti titoli della saga, in quanto si gioca solamente con lo stilo.

## Trama
Un giorno, uno strano portale appare nel cielo, e da esso esce la strega Pigmenta. Pigmenta lancia un incantesimo su Dream Land, trasformandolo in un mondo di pittura. Kirby la insegue, trovandosi in un mondo dipinto. La strega maledice Kirby, trasformandolo in una palla priva di arti. Dopo la fuga di Pigmenta, il Pennello Magico si rivolge al giocatore per aiutare Kirby. Kirby parte per trovare e sconfiggere Pigmenta e riportare Dream Land al suo stato normale. Lungo la strada, Pigmenta crea varie repliche dei più vecchi avversari di Kirby per rallentarlo, tra cui Kracko, Kracko Jr. e King Dedede.

## Modalità di gioco
Questo gioco si distacca dal resto della serie. Kirby non può saltare, ma solo fare dei balzelli,  e il gioco usa il touch screen per l'uso del Pennello del Potere, che può essere usato per creare salite e discese per Kirby o muri per proteggerlo dai nemici. Attaccare i nemici richiede toccare Kirby, attivando un breve sprint che danneggia i nemici, altrimenti possono essere storditi toccandoli, e sconfiggere un nemico fornisce a Kirby un'abilità di copia che varia in base al nemico sconfitto. Per immergere Kirby sott'acqua, bisogna toccarlo ripetutamente o disegnargli un tratto da sopra. Nel corso del gioco sono presenti delle medaglie, che possono essere usati per sbloccare potenziamenti e contenuti di gioco, come la possibilità di usare la colonna sonora di Kirby: Incubo nella Terra dei Sogni o di usare altri quattro personaggi giocabili dopo aver completato il gioco: Waddle Dee ha sempre quattro tacche ma è rimbalzino, King Dedede ha sette tacche di vita e attacca col martello, ma è lento e pesante, Meta Knight è velocissimo e attacca con la spada ma ha solo tre tacche di vita e Waddle Doo ha cinque tacche di vita e usa la sua tecnica dall'abilità Raggio.

## Accoglienza
| Testata                   | Giudizio |
| ------------------------- | -------- |
| Metacritic (media al)     | 86/100   |
| Detroit Free Press        | 3/4      |
| Edge                      | 7/10     |
| Electronic Gaming Monthly | 8,83/10  |
| Eurogamer                 | 9/10     |
| Famitsū                   | 34/40    |
| Game Informer             | 8,5/10   |
| Game Revolution           | B+       |
| GamePro                   | 4/5      |
| GameSpot                  | 8,6/10   |
| GameSpy                   | 4,5/5    |
| GameZone                  | 8,8/10   |
| IGN                       | 9/10     |
| Nintendo Power            | 9/10     |
| The Sidney Morning Herald | 4/5      |

1UP.com ha definito Kirby: L'oscuro disegno "veramente eccellente", affermando che "è una reinvenzione benvenuta del genere di gioco più popolare" e ha concluso defindendolo "il primo grande gioco per DS". Anche l'utilizzo dello stilo è stato ritenuto degno di nota: IGN lo ha definito "incredibilmente innovativo", GameSpy "abbastanza gratificante" e GameSpot "una parte soddisfacente del gameplay". Official Nintendo Magazine lo ha classificato come il 96° miglior gioco disponibile su piattaforme Nintendo.  Tuttavia, Play non si è dichiarata d'accordo, sottolineando che "è innovativo ... ma non abbastanza".
Il New York Times ha dato una recensione molto favorevole e l'ha definito "tremendo divertimento". Il Sydney Morning Herald gli ha assegnato quattro stelle su cinque, affermando che "l'uso della tecnologia touch-screen da parte di Kirby fornisce un gioco fresco e coinvolgente". Tuttavia, Detroit Free Press ha assegnato tre stelle su quattro, affermando che "c'è qualche bella innovazione, come i livelli che sono completamente neri finché Kirby non si imbatte in lanterne che spengono la luce. E come tutti sappiamo, in luoghi bui come questo, è bello avere un amico."
Kirby: L'oscuro disegno è stato il terzo gioco più venduto in Giappone durante la sua settimana di uscita con 75365 unità vendute. Le vendite annuali di Famitsu per quel territorio mostrarono che il gioco aveva venduto 276418 copie entro la fine del 2005.  Secondo NPD Group, il gioco ha venduto poco meno di 80000 copie in Nord America durante il mese di giugno 2005. Il mese successivo è stato il gioco più venduto per DS con 50000 copie.